# Quincy Jones
Quincy Delight Jones, Jr. (Chicago, 1933. március 14. – Bel Air, 2024. november 3.) többszörös Grammy-, Tony- és Primetime Emmy-díjas amerikai zeneszerző, trombitás, zenei producer, karmester. A 20. század egyik legbefolyásosabb zenésze és producere. Összesen huszonhétszer kapta meg a zeneipar legnagyobb presztízsű elismerését, a Grammy-díjat különböző kategóriákban. A Billboard amerikai zenei magazinban 11 albuma, valamint jó néhány kislemeze volt listavezető.

## Életpályája
Mivel már korán érdeklődött a zene iránt, és az iskola is forszírozta, hogy tanuljon zenélni, így tízéves korában trombitálni kezdett. Chicagóból a család Seattle-be költözött. Tizenévesen Bostonban a Berklee College of Music növendéke lett. Mint trombitás belépett Lionel Hampton zenekarába.
Az ötvenes években megismerte Cannonball Adderley-t, Count Basie-t, Tommy Dorsey-t, majd Dizzy Gillespie-t, aki zenekarának vezetését is rábízta.
Néhány évig Párizsban élt, ahol Nadia Boulanger zongorázást, továbbá zeneelméletet és zeneszerzést is tanított neki. Ekkor Michel Legrand, Jacques Brel, Charles Aznavour és más zenészek hangszerelője volt.
A hatvanas években Ray Charlesszal dolgozott és Sidney Lumet számára filmzenét írt. A későbbiekben több mint negyven film zeneszerzője volt.
Számtalan zenésszel dolgozott együtt: Lionel Hampton, Dizzy Gillespie, Miles Davis, Aretha Franklin, Frank Sinatra, Stevie Wonder, Will Smith, Marvin Gaye, Dinah Washington, Chaka Khan, Sarah Vaughan, Michael Jackson, Paul Simon, Nikki Yanofsky.
Quincy Jones a zeneipar talán legjelentősebb egyénisége. 2024. november 3-án hasnyálmirigyrákban hunyt el, 91 éves korában.

## Lemezválogatás
- 1962 Big Band Bossa Nova
- 1970 Gula Matari
- 1970 Walking in Space
- 1971 Smackwater Jack
- 1973 You've Got It Bad, Girl
- 1974 Body Heat
- 1975 Mellow Madness
- 1976 I Heard That!
- 1977 Roots
- 1978 Sounds... And Stuff Like That!!
- 1981 The Dude
- 1984 The Birth of a Band, Vol. 1
- 1989 Back on the Block
- 1995 Q's Jook Joint
- 1999 Reel Quincy Jones
- 2000 Basie and Beyond
- 2004 Original Jam Sessions 1969
- 2011 Soul Bossa Nostra

## Díjai, elismerései

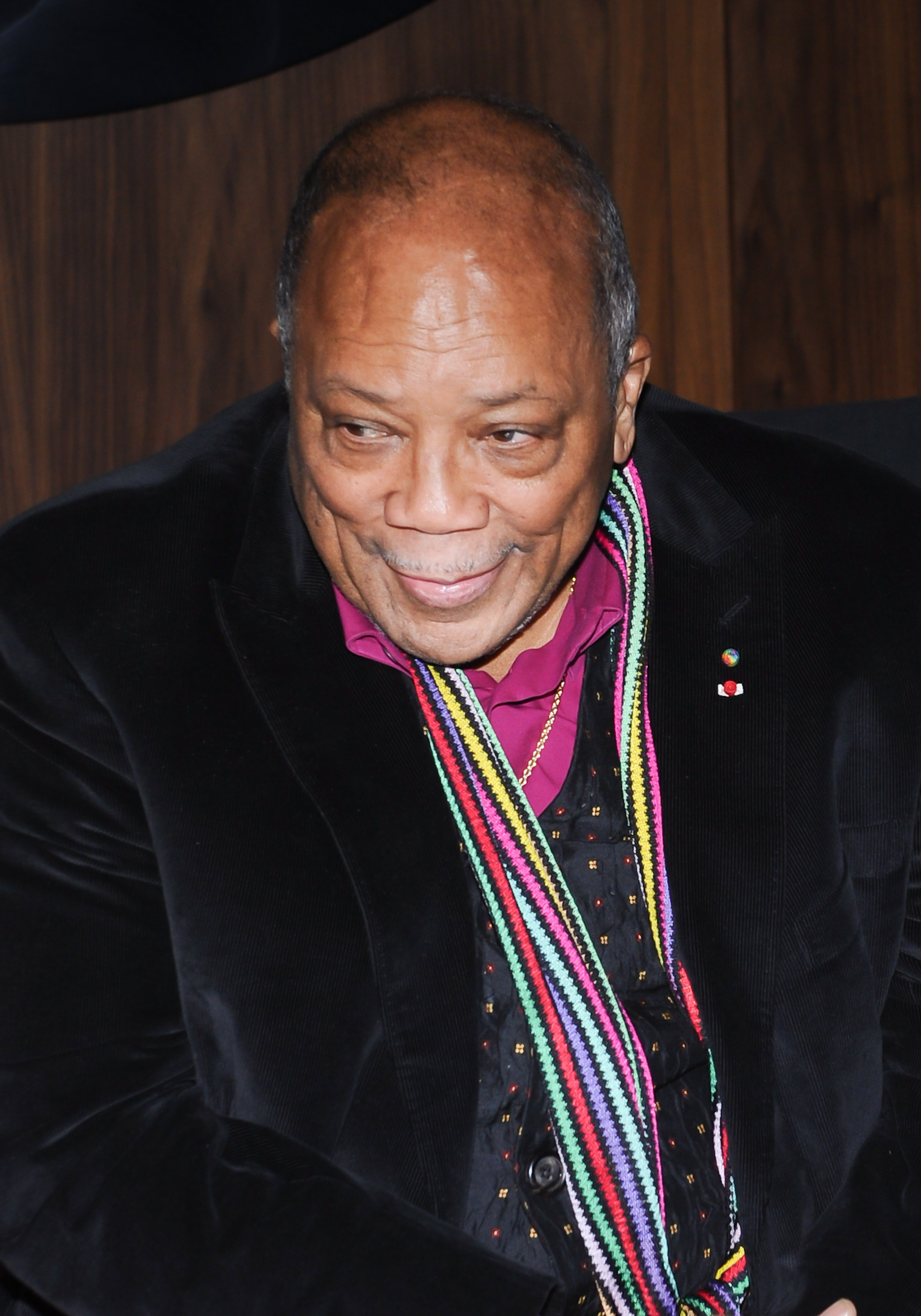
Quincy Jones 2014-ben (Sam Santos fotója)

80-szor jelölték Grammy-díjra, amivel rekordot tart, 28-szor el is nyerte a rangos díjat. Michael Jackson 110 millió példányban elkelt Thriller című albumának producereként, valamint a We Are the World című dal producereként és karmestereként vált világszerte ismertté.
1968-ban szerzőtársával, Bob Russellel közösen jelölték a legjobb eredeti dalnak járó Oscar-díjra a Banning című film The Eyes of Love című daláért, és ugyanebben az évben a Hidegvérrel című filmért jelölték a legjobb eredeti filmzenéért. Pályafutása során összesen hétszer jelölték Oscar-díjra.

## Fordítás
Ez a szócikk részben vagy egészben  a   Quincy Jones című angol Wikipédia-szócikk ezen változatának fordításán alapul.  Az eredeti cikk szerkesztőit annak laptörténete sorolja fel. Ez a jelzés csupán a megfogalmazás eredetét és a szerzői jogokat jelzi, nem szolgál a cikkben szereplő információk forrásmegjelöléseként.